# Kamianets-Podilskyi
Kamianets-Podilskyi (ucraniano: Кам’янець-Подільський, translit. Kam”yanets’-Podil’s’kyi; também chamada de Kamyanets-Podilsky ou Kamenets-Podolsky) é uma cidade localizada às margens do rio Smotrich no oeste da Ucrânia. Antigo centro administrativo da óblast de Khmelnytskyi (ucraniano: Кам’янець-Подільськa область, translit., oblast Kamyanets-Podil'ska’), a cidade é agora o centro administrativo do Raion de Kamianets-Podilskyi (distrito) dentro da óblast de Khmelnytskyi (província), depois que o centro administrativo da óblast foi transferido da cidade de Kamianets-Podilskyi para a cidade de Khmelnytskyi em 1941.
Sua população estimada é de cerca de 99 068 habitantes (em 2004).

## Nomenclatura
A primeira parte do nome duplo da cidade deriva de kamin’ (ucraniano: камiнь) ou kamen, significando "pedra, rocha" na antiga língua eslava oriental. A segunda parte do nome refere-se a região histórica da Podolia (ucraniano: Поділля, translit. Podillia) da qual Kamianets-Podilskyi é considerada a capital histórica.
O nome é escrito e pronunciado similarmente em diferentes idiomas:
- Polonês: Kamieniec Podolski
- Turco: Kamaniçe
- Russo: Каменец-Подольский, translit. Kamenets-Podolsky
- Latim: Camenecium
- Iídiche: קאַמענעץ

## História

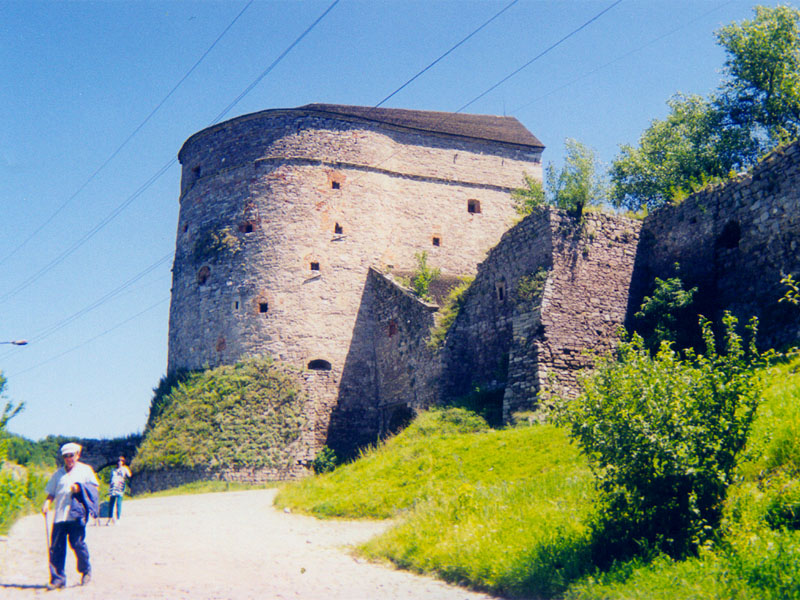
A Torre de Stefan Batory, um dos portões da cidade fortificada

A cidade foi pela primeira vez mencionada em 1062 como uma cidade da Rússia de Quieve. Em 1241 ela foi saqueada e destruída pelos invasores tártaro-mongóis. Em 1352 ela foi anexada pelo rei polonês Casimiro III e tornou-se a capital da voivodia de Podole e sede da administração civil e militar. O antigo castelo foi reconstruído e ampliado pelos reis poloneses para defender o sudeste da Polônia contra as invasões otomanas e tártaras. Depois do Tratado de Buczacz (1672) ela fez rapidamente parte da Turquia e capital de um vilaiete local. Para conter a ameaça turca à República das Duas Nações, o rei Jan III Sobieski mandou construir uma fortaleza nas proximidades, em Okopy ("a Trincheira da Santíssima Trindade"). Em 1699 a cidade foi devolvida à Polônia em decorrência do Tratado de Karlowitz. A fortaleza foi continuamente aumentada e foi considerada a mais sólida de toda a República das Duas Nações. As ruínas preservadas da fortificação ainda possuem as balas de ferro dos canhões encravadas em suas muralhas em razão dos diversos cercos sofridos.
Depois da segunda partição da Polônia (1793), a cidade passou para o domínio do Império Russo, onde foi capital da Guberniya Podol'skaya. O Imperador russo Pedro, o Grande, que visitou duas vezes a fortaleza, ficou impressionado com suas fortificações. Uma das torres foi usada como cela de prisão para Ustym Karmeliuk (um importante líder rebelde camponês do início do século XIX), que conseguiu escapar dela três vezes.
Com a queda do Império Russo em 1917, a cidade foi por pouco tempo incorporada a vários Estados ucranianos — a República Popular Ucraniana, o Hetmanado e a Directoriya — e terminou pertencendo a República Socialista Soviética da Ucrânia (Ucrânia Soviética) quando a Ucrânia caiu em poder dos bolcheviques. Durante a Guerra Polaco-Soviética (1919-1921) a cidade foi capturada pelo Exército da Polônia, mas foi mais tarde entregue à Rússia Soviética pelo Tratado de Riga (1921), que determinou o futuro da região pelas próximas sete décadas como parte da República Socialista Soviética da Ucrânia.
A população dominante da cidade foi sempre composta de poloneses e ucranianos. Contudo, como centro comercial, Kamianets-Podilskyi tem sido uma cidade multiétnica e multireligiosa com significativas minorias de judeus e armênios. Sob o governo soviético ela tornou-se alvo de fortes perseguições e a maioria da população polonesa foi deportada para a Sibéria. No princípio, Kamianets-Podilskyi foi a capital ucraniana soviética da Óblast Podil'ska, mas o centro administrativo foi logo transferido para Ploskyriv (atual Khmelnytskyi).

## Atrações turísticas

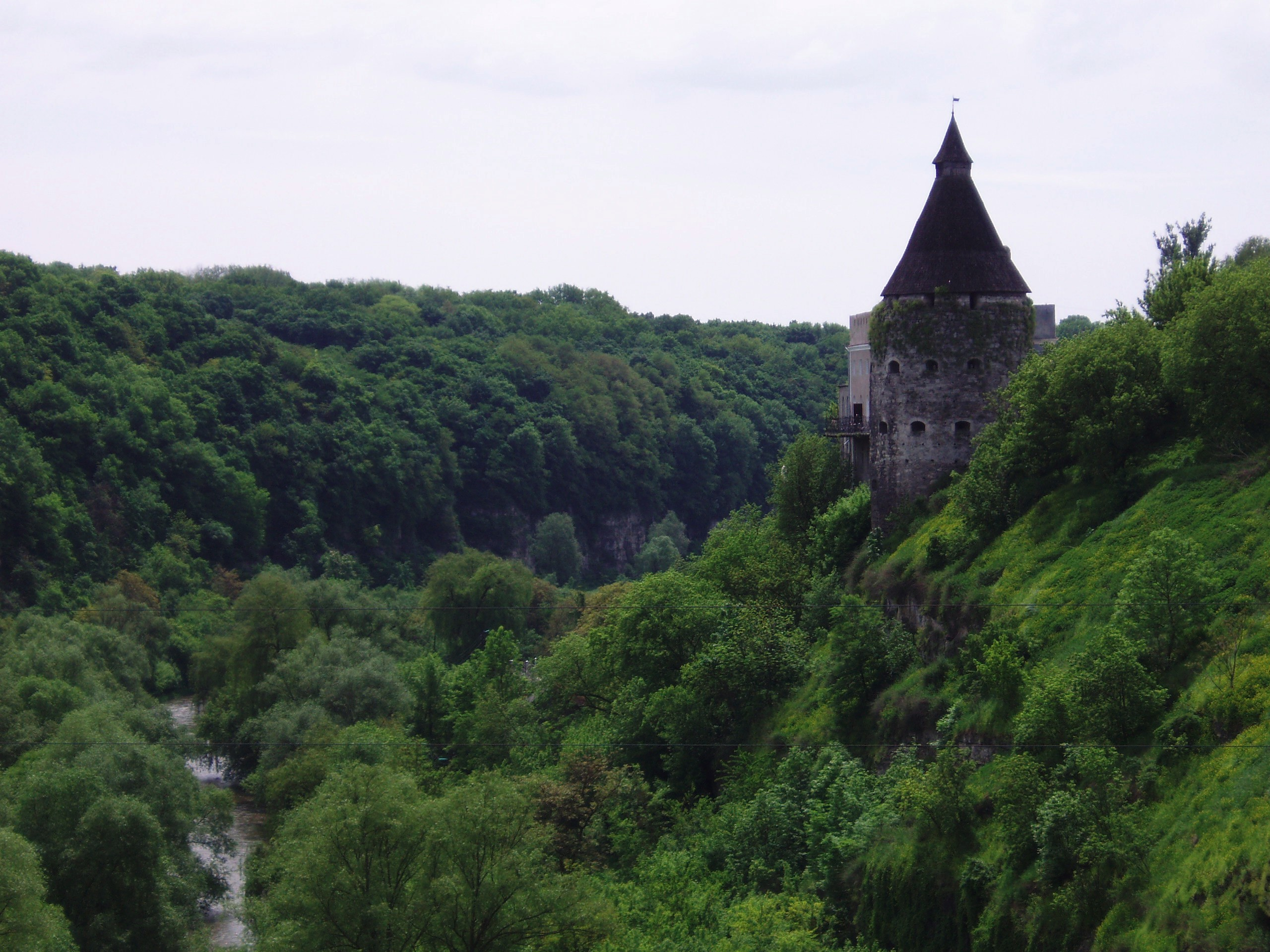
Vista do cânion do rio Smotrich em Kamianets-Podilskyi.

Kamianets-Podilskyi é famosa por sua antiga fortaleza e pelas atividades de balonismo no cânion do rio Smotrich. Desde 1998 a cidade tem crescido em importância como um centro turístico.
O festival anual Kozats'ki zabavy ("Jogos Cossacos"), que inclui o campeonato aberto de balonismo da Ucrânia, a corrida de automóveis e várias atividades de música, arte e teatro, atraem cerca de 140 000 turistas e estimulam a economia local.
Mais de doze hotéis particulares foram recentemente construídos na cidade, um número grande para uma cidade provinciana da Ucrânia.